# Otto Schlomka
Otto Schlomka (* 1. November 1823 in Perleberg; † 1884) war Rittergutsbesitzer und Mitglied des Deutschen Reichstags.

## Leben
Schlomka besuchte die Gymnasien in Frankfurt an der Oder und Prenzlau sowie die Universität Jena. Er betrieb Landwirtschaft auf seinem Rittergut in Klein-Gluschen bei Pottangow. Außerdem hatte er verschiedene Kreis- und Kommunalämter, als Amtsvorsteher, Standesbeamter etc. inne.
Von 1877 bis 1878 war er Mitglied des Deutschen Reichstags für den Wahlkreis Köslin, Stolp.